# Bandera de les illes Australs
La bandera de les illes Australs està formada per tres bandes verticals, dues vermelles amb una blanca al mig en la proporció 1/5, 3/5 i 1/5. Els colors són el mateixos que els de la bandera de la Polinèsia Francesa.
En el centre figura el símbol de les illes Australs, de color blau, que consisteix en cinc estrelles envoltant un penu. Les estrelles simbolitzen les cinc illes habitades: Rimatara, Rurutu, Tubuai, Raivavae i Rapa. El penu és l'emblema de l'arxipèlag. És una mà de morter de corall utilitzada per preparar el popoi, una pasta obtinguda de les arrels del taro.

## Història

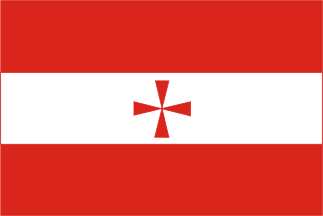
Regne de Rimatara, 1856-1891.
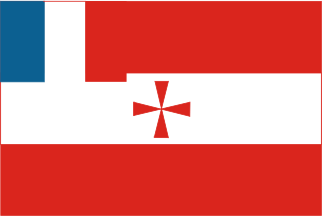
Protectorat de Rimatara, 1891-1900.
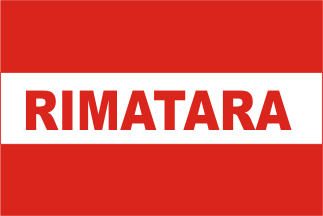
Comuna de Rimatara, actual.

L'illa de Rimatara, des del 1856, va utilitzar la mateixa bandera del regne de Tahití amb una creu al centre formada per quatre triangles. Possiblement el disseny va ser suggerit per algun missioner, ja que recorda la creu de l'Orde de Malta. El 1891 es va modificar per incloure la bandera de França en un cantó com a símbol del protectorat, i va ser abolida el 25 d'agost del 1900 amb l'annexió als Establiments Francesos d'Oceania.

Regne de Rurutu 1858-1899, actualment readaptada.
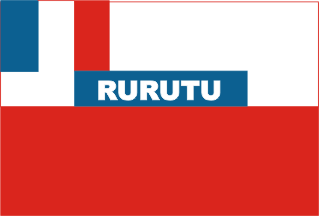
Protectorat de Rurutu 1899-1900.

L'illa de Rurutu, des del 1858, va utilitzar una bandera dividida horitzontalment en blanc i vermell i amb una banda blava centrada de l'allargada de mitja bandera amb el nom de l'illa en lletres majúscules blanques. El 1891 es va modificar per incloure la bandera de França en un cantó com a símbol del protectorat, i va ser abolida el 25 d'agost del 1900 amb l'annexió als Establiments Francesos d'Oceania. Modernament s'ha recuperat la bandera tradicional.

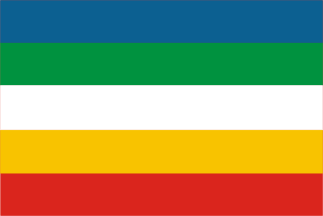
Bandera anterior de les illes Australs.
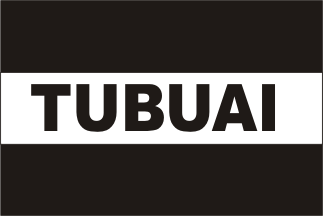
Bandera de Tubuai, l'illa principal.

Anteriorment la bandera de l'arxipèlag de les illes Australs estava formada per cinc bandes horitzontals representant les cinc illes amb diferents colors.